# Österreichische Fußballmeisterschaft 1931/32
Die Österreichische Fußballmeisterschaft 1931/32 wurde vom Wiener Fußball-Verband ausgerichtet und von dessen Mitgliedern bestritten. Als Unterbau zur I. Liga diente die eingleisig geführte II. Liga. Diese Ligen waren nur für professionelle Fußballvereine zugänglich. Zudem wurden von weiteren Bundeslandverbänden Landesmeisterschaften in unterschiedlichen Modi auf Amateur-Basis ausgerichtet. Die jeweiligen Amateur-Landesmeister spielten anschließend bei der Amateurmeisterschaft ebenfalls einen Meister aus.

## I. Liga

### Allgemeines
Die Meisterschaft in der I. Liga wurde mit 12 Mannschaften bestritten, die während des gesamten Spieljahres je zwei Mal aufeinander trafen. Österreichischer Fußballmeister wurde die Wiener Admira, die ihren dritten Meistertitel gewann und sich so für den Mitropapokal 1932 qualifizierte. Teilnahmeberechtigt war weiters der ÖFB-Cupsieger. Da dieser ebenfalls Admira hieß, rückte der Vizemeister Vienna nach und durfte ebenfalls Österreich international im Mitropapokal vertreten. Der SK Slovan Wien musste als Tabellenletzter in die II. Liga absteigen.

### Abschlusstabelle
| Pl. | I. Liga 1931/32          | Sp. | S  | U | N  | Tore  | TQ/Diff. | Punkte |
| --- | ------------------------ | --- | -- | - | -- | ----- | -------- | ------ |
| 1.  | SK Admira Wien (C)       | 22  | 14 | 5 | 3  | 58:26 | 2,23     | 33     |
| 2.  | First Vienna FC 1894 (M) | 22  | 13 | 5 | 4  | 57:27 | 2,11     | 31     |
| 3.  | SK Rapid Wien            | 22  | 15 | 1 | 6  | 70:39 | 1,79     | 31     |
| 4.  | FK Austria Wien          | 22  | 13 | 3 | 6  | 64:39 | 1,64     | 29     |
| 5.  | Wiener AC                | 22  | 9  | 6 | 7  | 45:40 | 1,10     | 24     |
| 6.  | SC Wacker Wien           | 22  | 7  | 7 | 8  | 32:42 | 0,76     | 21     |
| 7.  | Brigittenauer AC         | 22  | 8  | 5 | 9  | 28:43 | 0,65     | 21     |
| 8.  | SC Nicholson Wien        | 22  | 6  | 7 | 9  | 36:43 | 0,84     | 19     |
| 9.  | Wiener Sport-Club        | 22  | 5  | 6 | 11 | 41:56 | 0,73     | 16     |
| 10. | SC Hakoah Wien           | 22  | 4  | 7 | 11 | 26:62 | 0,42     | 15     |
| 11. | Floridsdorfer AC         | 22  | 5  | 3 | 14 | 44:56 | 0,79     | 13     |
| 12. | SK Slovan Wien           | 22  | 3  | 5 | 14 | 20:48 | 0,43     | 11     |

### Torschützenliste
| Pl. | Tore    | Spieler          | Verein               |
| --- | ------- | ---------------- | -------------------- |
| 1   | 22 Tore | Anton Schall     | SK Admira Wien       |
| 2.  | 21 Tore | Franz Weselik    | SK Rapid Wien        |
| 3.  | 19 Tore | Matthias Kaburek | SK Rapid Wien        |
| 4.  | 16 Tore | Josef Adelbrecht | First Vienna FC 1894 |
|     |         | August Jordan    | Floridsdorfer AC     |

siehe auch Die besten Torschützen

### Die Meistermannschaft der Wiener Admira
Rudolf Zöhrer (22) – Robert Pavlicek (22), Anton Janda (22) – Karl Szoldatics (4), Johann Urbanek (21/2), Josef Mirschitzka (21), Karl Humenberger (4), Ernst Galli (1), Johann Pörscht (1), Matthias André (1), Scheilko (1) – Ignaz Sigl (9/1), Johann Klima (22/1), Karl Stoiber (11/3), Wilhelm Hahnemann (13/10), Leopold Facco (13/4), Anton Schall (22/22), Adolf Vogl (22/8), Johann Dostal (7/4), Anton Koch (3/2) – Trainer: Hans Skolaut

## II. Liga

### Allgemeines
In der II. Liga spielten insgesamt 13 Mannschaften um den Aufstieg in die I. Liga, die während des gesamten Spieljahres je zweimal aufeinander trafen. Die beiden Tabellenersten FC Libertas Wien und 1. Simmeringer SC konnten in die I. Liga aufsteigen. Die sechs Letzten in der Tabelle, mussten den Gang in die dritte Liga antreten. In die II. Ligen stiegen derweil der SC Metallum Wien, der SV Spitzauer Wien, der Favoritner SC, der SC Burgtheater, die Wiener Rasensportfreunde, der SC Siemens Wien und der SC Rapid Oberlaa auf.

### Abschlusstabelle
| Pl. | II. Liga 1931/32             | Sp. | S  | U | N  | Tore  | TQ/Diff. | Punkte |
| --- | ---------------------------- | --- | -- | - | -- | ----- | -------- | ------ |
| 1.  | FC Libertas Wien             | 24  | 18 | 4 | 2  | 94:25 |          | 40     |
| 2.  | 1. Simmeringer SC            | 24  | 16 | 2 | 6  | 75:32 |          | 34     |
| 3.  | 1. Favoritner FC Vorwärts 06 | 24  | 12 | 7 | 5  | 71:49 |          | 31     |
| 4.  | SV Donau Wien                | 24  | 14 | 3 | 7  | 62:41 |          | 31     |
| 5.  | SC Weiße Elf Wien            | 24  | 12 | 5 | 7  | 60:38 |          | 29     |
| 6.  | SC Bewegung XX               | 24  | 11 | 6 | 7  | 50:44 |          | 28     |
| 7.  | SC Cricket-Frem              | 24  | 11 | 5 | 8  | 59:43 |          | 27     |
| 8.  | SC Neubau                    | 24  | 8  | 4 | 12 | 58:73 |          | 20     |
| 9.  | Gersthofer SV                | 24  | 7  | 6 | 11 | 39:56 |          | 20     |
| 10. | SC Viktoria XXI              | 24  | 7  | 3 | 14 | 33:61 |          | 17     |
| 11. | SV Ostmark Wien              | 24  | 5  | 5 | 14 | 43:73 |          | 15     |
| 12. | Donaustädter AC              | 24  | 5  | 3 | 16 | 30:68 |          | 13     |
| 13. | SK Hasmonea Wien             | 24  | 2  | 3 | 19 | 22:93 |          | 7      |

## VAFÖ-Liga

### Allgemeines
Die Meisterschaft der Freien Vereinigung der Amateur-Fußballvereine Österreichs wurde von 12 Mannschaften in der VAFÖ-Liga bestritten, die während des gesamten Spieljahres je zwei Mal aufeinander trafen. Sieger konnte Titelverteidiger Gaswerk werden, die sich bereits vorzeitig deutlich absetzen konnte. Die Entscheidung über den zweiten Platz fiel erst am grünen Tisch, denn das Spiel Red Star-Rudolfshügel wurde nachträglich strafverifiziert, da es seitens der Favoritner bei einem Elfmeterentscheid zu Ausschreitungen kam. Spannend verlief wiederum der Abstiegskampf, dieser wurde erst in der letzten Runde im Spiel Floridsdorf-Rudolfshügel (5:2) entschieden. So mussten damit Elektra und E-Werke den Gang in die Erste Klasse antreten und wurden von den Erstligameistern ESV Ostbahn XI (Nord) und Zentralverein Wien (Süd) ersetzt.

### Abschlusstabelle
| Pl. | Verein                   | Sp. | Punkte |
| --- | ------------------------ | --- | ------ |
| 01. | SC Gaswerk Wien          | 22  | 32     |
| 02. | SC Red Star Wien         | 22  | 26     |
| 03. | Phönix Schwechat         | 22  | 25     |
| 04. | SKV Feuerwehr Wien       | 22  | 23     |
| 05. | SC Nord-Wien 1912        | 22  | 22     |
| 06. | SpC Rudolfshügel         | 22  | 21     |
| 07. | SPC Helfort Wien         | 22  | 21     |
| 08. | Amateursportverein Wien  | 22  | 21     |
| 09. | FC Floridsdorf           | 22  | 21     |
| 10. | FC Altmannsdorf-Meidling | 22  | 20     |
| 11. | FS Elektra Wien          | 22  | 19     |
| 12. | SC E-Werk Wien           | 22  | 13     |

## Amateurmeisterschaft

### Spielergebnisse
| Viertelfinale      | Viertelfinale | Viertelfinale            | Viertelfinale | Viertelfinale |
| ------------------ | ------------- | ------------------------ | ------------- | ------------- |
| Badener AC         | 5:6           | Wiener Rasensportfreunde | 4:3           | 1:3           |
| Austria Klagenfurt | 3:4           | Grazer AK                | 2:0           | 1:4           |
| Salzburger AK 1914 | 2:3           | FC Lustenau 07           | 1:1           | 1:2 n. V.     |
| Linzer ASK         | 9:2           | SV Hötting               | 5:0           | 4:2           |
| Halbfinale         |               |                          |               |               |
| Grazer AK          | 12:50         | Wiener Rasensportfreunde | 9:1           | 3:4           |
| Linzer ASK         | 5:2           | FC Lustenau 07           | 3:0           | 2:2           |
| Finale             |               |                          |               |               |
| Linzer ASK         | 2:6           | Grazer AK                | 0:2           | 2:4           |

### Finaldaten
Hinspiel
| Linzer ASK – Grazer AK 0:2 | Linzer ASK – Grazer AK 0:2 |
| -------------------------- | --- |
| Tore                       | Graz: Wilhelm Reiter (2) |
| LASK                       | Franz Hörschläger; Leo Schaffelhofer, Oder, Anton Winkler, Rudolf Mayrhofer, Enzenhofer, Johann Gurtner, August Jordan, Josef Weiss, Josef Mayböck, Johann Doppler |
| GAK                        | Brotschneider; Franz Frisch, Othmar Wicher, Nemschak, Alois Löscher, Otto Kovar, Otto Gaber, Karl Lube, Wilhelm Reiter, Anton Heubrandner, Adamek                  |

Rückspiel
| Grazer AK – Linzer ASK 4:2 | Grazer AK – Linzer ASK 4:2 |
| -------------------------- | --- |
| Tore                       | Graz: Erich Adamek (2), Otto Gaber, Anton Heubrandner; Linz: Rudolf Mayrhofer, Josef Weiss                                                                          |
| GAK                        | Brotschneider; Franz Frisch, Othmar Wicher, Nemschak, Alois Löscher, Otto Kovar, Otto Gaber, Karl Lube, Wilhelm Reiter, Anton Heubrandner, Erich Adamek             |
| LASK                       | Franz Hörschläger; Oder, Adalbert Seidl, Anton Winkler, Leo Schaffelhofer, Enzenhofer, Johann Gurtner, August Jordan, Josef Weiss, Rudolf Mayrhofer, Johann Doppler |

## Landesligen

### Niederösterreich
Landesmeister von Niederösterreich wurde erstmals der Badener AC.

### Oberösterreich
Abschlusstabelle
| Pl. | Oberösterreich 1931/32 | Sp. | S  | U | N | Tore  | TQ/Diff. | Punkte |
| --- | ---------------------- | --- | -- | - | - | ----- | -------- | ------ |
| 1.  | Linzer ASK             | 14  | 11 | 2 | 1 | 64:19 |          | 24     |
| 2.  | SV Urfahr Linz         | 14  | 10 | 1 | 3 | 66:23 |          | 21     |
| 3.  | SK Amateure Steyr      | 14  | 6  | 2 | 6 | 27:33 |          | 14     |
| 4.  | Welser SC              | 14  | 6  | 1 | 7 | 43:41 |          | 13     |
| 5.  | Amstettener FK         | 14  | 4  | 3 | 7 | 26:47 |          | 11     |
| 6.  | Germania Linz          | 14  | 5  | 0 | 9 | 34:38 |          | 10     |
| 7.  | SC Hertha Wels         | 14  | 4  | 2 | 8 | 29:60 |          | 10     |
| 8.  | Sportfreunde Wels      | 14  | 4  | 1 | 9 | 22:50 |          | 9      |

### Salzburg
Abschlusstabelle
| Pl. | Salzburg 1931/32      | Sp. | S | U | N | Tore  | TQ/Diff. | Punkte |
| --- | --------------------- | --- | - | - | - | ----- | -------- | ------ |
| 1.  | Salzburger AK 1914    | 6   | 6 | 0 | 0 | 15: 4 |          | 12     |
| 2.  | 1. Salzburger SK 1919 | 6   | 3 | 1 | 2 | 11:12 |          | 7      |
| 3.  | FC Rapid Salzburg     | 6   | 2 | 0 | 4 | 10:11 |          | 6      |
| 4.  | FC Hertha Salzburg    | 6   | 0 | 1 | 5 | 3:12  |          | 1      |

### Steiermark
Abschlusstabelle
| Pl. | Steiermark 1931/32       | Sp. | S  | U | N  | Tore  | TQ/Diff. | Punkte |
| --- | ------------------------ | --- | -- | - | -- | ----- | -------- | ------ |
| 1.  | Grazer AK                | 16  | 15 | 0 | 1  | 63:15 |          | 30     |
| 2.  | SK Sturm Graz            | 16  | 13 | 1 | 2  | 66:21 |          | 27     |
| 3.  | Grazer SC                | 16  | 12 | 0 | 4  | 66:24 |          | 24     |
| 4.  | Hakoah Graz              | 16  | 7  | 1 | 8  | 27:30 |          | 15     |
| 5.  | WSV Donawitz             | 16  | 5  | 4 | 7  | 36:38 |          | 14     |
| 6.  | SKV Kastner & Öhler Graz | 16  | 6  | 1 | 9  | 29:41 |          | 13     |
| 7.  | Kapfenberger SC          | 16  | 3  | 3 | 10 | 26:47 |          | 9      |
| 8.  | Südbahn Graz             | 16  | 4  | 1 | 11 | 20:49 |          | 9      |
| 9.  | Parkklub Graz            | 16  | 1  | 1 | 14 | 10:78 |          | 3      |

### Tirol
Abschlusstabelle
| Pl. | Tirol 1931/32          | Sp. | S | U | N | Tore  | TQ/Diff. | Punkte |
| --- | ---------------------- | --- | - | - | - | ----- | -------- | ------ |
| 1.  | SV Hötting             | 6   | 4 | 1 | 1 | 15:9  |          | 9      |
| 2.  | Innsbrucker AC         | 6   | 4 | 0 | 2 | 22:13 |          | 8      |
| 3.  | FC Wacker Innsbruck    | 6   | 3 | 1 | 2 | 20:15 |          | 7      |
| 4.  | FC Veldidena Innsbruck | 6   | 0 | 0 | 6 | 7:27  |          | 0      |

### Vorarlberg
Abschlusstabelle
| Pl. | Verein                 | Sp. | S | U | N | Tore    | Quote | Punkte |
| --- | ---------------------- | --- | - | - | - | ------- | ----- | ------ |
| 1.  | FC Lustenau 07         | 6   | 5 | 0 | 1 | 024:800 | 3,00  | 10     |
| 2.  | FA Turnerbund Lustenau | 6   | 4 | 0 | 2 | 019:130 | 1,46  | 08     |
| 3.  | FC Hag Lustenau        | 6   | 1 | 1 | 4 | 009:190 | 0,47  | 03     |
| 4.  | FC Dornbirn 1913       | 6   | 1 | 1 | 4 | 010:220 | 0,45  | 03     |